# Cláudio Cerdeira
Cláudio Rodrigues Vinícius Cerdeira (Rio de Janeiro, 27 novembre 1954) è un ex arbitro di calcio brasiliano, internazionale dal 1992 al 1999.

## Carriera
Attivo a livello statale dal 1990, dallo stesso anno ha diretto in Série A. È stato affiliato sia alla CBF che alla Federazione Carioca. Ha totalizzato 134 presenze nella massima serie nazionale. Tra i suoi risultati più rilevanti negli incontri internazionali si annoverano la presenza in sette edizioni della Copa Libertadores e la direzione della finale della Coppa Mercosur 1998. Ha partecipato alle qualificazioni al campionato mondiale di calcio 1998 per la CONMEBOL, arbitrando tre partite.